# Tivela trigonella
Tivela trigonella is een tweekleppigensoort uit de familie van de Veneridae. De wetenschappelijke naam van de soort is voor het eerst geldig gepubliceerd in 1818 door Lamarck.